# 青田ひでき
青田ひでき（あおた ひでき、1968年8月19日 - ）は、日本の劇作家、劇団BLUESTAXI代表。香川県生まれ。
1997年、劇団BLUESTAXI旗揚げ。以降、すべての本公演の脚本・演出を担当。近年は外部にも作品を多数提供。

## 主な舞台
- 1997年『落ちた男』千本桜ホール
- 1998年『カフカの腕時計』スタジオはるか
- 1998年『お呼びでない』ウエストエンドスタジオ
- 1999年『BORDER』池袋シアターグリーン
- 2000年『パパはインディアン』池袋シアターグリーン
- 2001年『ノスタルジック・カフェ〜1971・あのとき君は〜』
- 2002年『また逢う日まで』中野ザ・ポケット
- 2003年『BORDER』萬スタジオ
- 2003年『男はつらいの？』中野ザ・ポケット
- 2004年『ノスタルジック・カフェ〜1971・あのとき君は〜』中野ザ・ポケット
- 2005年『猫に訊け』中野ザ・ポケット
- 2006年『ロードサイドストーン』萬スタジオ
- 2006年『東京アカイイト』中野ザ・ポケット
- 2007年『落ちた男』中野ザ・ポケット
- 2007年『Kiss Kiss Kiss』THEATER BRATS
- 2008年『ダブルキャスト』中野ザ・ポケット
- 2009年『アメミット』中野ザ・ポケット
- 2010年『Hello! GoodBye!』中野ザ・ポケット
- 2011年『HOT SPICE』(劇団ノーティーボーイズとの合同公演)テアトルBONBON
- 2011年『SMILE FOR ME♡』中野ザ・ポケット
- 2012年『思えば遠くへ・・・』中野ザ・ポケット
- 2012年『BIG MOTHER』中野ザ・ポケット
- 2013年『GO FOR BROKE!』(劇団ノーティーボーイズとの合同公演)テアトルBONBON
- 2013年『優しい嘘』中野ザ・ポケット
- 2014年『Hello!Good Bye!』中野ザ・ポケット
- 2015年『アパートの鍵、返します。』テアトルBONBON
- 2015年『マサカサカサマ』中野ザ・ポケット
- 2016年『にせものたち』中野ザ・ポケット
- 2016年『モノイウハナタチ』中野ザ・ポケット
- 2017年『アメミット』中野ザ・ポケット
- 2017年『私のすべて』テアトルBONBON
- 2018年『歌と薔薇の日々』中野ザ・ポケット
- 2018年『終のすみか』テアトルBONBON
- 2019年『家族日和』中野ザ・ポケット
- 2019年『燦々』テアトルBONBON
- 2020年  新型コロナの為、全公演中止
- 2021年『Some Like It Hot!』中野ザ・ポケット
- 2021年『優しい嘘』中野ザ・ポケット
- 2022年『空の家』中野ザ・ポケット
- 2022年『忘れられない女(ひと)』テアトルBONBON
- 2023年『さすらう』中野ザ・ポケット
- 2024年『去りゆくあなたへ』中野ザ・ポケット
- 2024年『こもれびラジオ』テアトルBONBON

## 外部
- 2007年『はい、チーズ!』（野沢雅子演出）
- 2008年『秘密結社』（スガシカオ音楽）
- 2008年『女は一生･･･』（麻丘めぐみ演出）
- 2010年『DUO』（脚本・演出）
- 2010年『shaggy dog story』(脚本・演出)
- 2010年『蝮の長兵衛』(緒方賢一演出)
- 2010年『WALK』(野沢雅子演出)
- 2011年『Some Like It Hot!』(脚本)
- 2011年『30&40〜ミソジとヨソジの物語〜』(井口成人演出)
- 2011年『待つ人々』(野沢雅子演出)
- 2011年『ジャンケンポン』(河合美智子主演)
- 2012年『スイートメモリーズ』(河合美智子主演)
- 2013年『ZUN』(冨家規政、秋本奈緒美、石橋保出演／俳優座劇場)
- 2014年『SHOUT!』(脚本・演出)
- 2015年『走らないメロスたち』(脚本・演出)
- 2015年『おしいひと』(肝付兼太演出)
- 2015年『待つ人々』(劇団俳協)
- 2015年『母の散歩』(野沢雅子演出)
- 2016年『猫に訊け』(脚本・演出)
- 2016年『デンガラガッタ・デンガラガッタ』(肝付兼太演出)
- 2016年『母の記憶』(野沢雅子演出)
- 2017年『春なんか来なけりゃいいのに』(脚本・演出)
- 2017年『遠い空の下』(脚本・演出)
- 2018年『センチメンタル・ソファー』(脚本・演出)
- 2018年『Naked Girls』(脚本提供)
- 2019年『Re:Start』(脚本・演出)
- 2019年『プロント劇場夜劇』(脚本・演出)
- 2023年『長い旅』(GEKI PROJECT) ※山口県美弥市会館(脚本・演出)

## 著書
- 『ノスタルジック・カフェ〜1971・あのとき君は〜』（2004年7月、論創社、白石佐代子との共著）ISBN 978-4846004880